# 流坝乡
流坝乡，是中华人民共和国四川省巴中市南江县曾经下辖的一个乡。2019年12月，撤销流坝乡，设立公山镇。

## 行政区划
流坝乡撤銷前下辖以下地区：
甘溪社区、金台村、高峰村、赤坝村、梅岭村、黑山村、华营村、甘溪村、杨槐村和林河村。